# Major golfkampioenschap (vrouwen)
De major golfkampioenschappen bij de vrouwen worden ook de Women's Major Championships of kortweg majors genoemd. Het zijn de meest prestigieuze golftoernooien bij de vrouwen. Sinds 2013 zijn er vijf actieve majors:
| Naam                       | Oprichting | Info |
| -------------------------- | ---------- | --- |
| Kraft Nabisco Championship | 1972       | Sinds 1983 een "major" en wordt altijd gespeeld op de Dinah Shore Tournament Course van de Mission Hills Country Club in Rancho Mirage (Californië). |
| LPGA Championship          | 1955       | Georganiseerd door de Ladies Professional Golf Association en gespeeld op verschillende golfbanen in de Verenigde Staten.                            |
| US Women's Open            | 1946       | Georganiseerd door de United States Golf Association en gespeeld op verschillende golfbanen in de Verenigde Staten.                                  |
| Women's British Open       | 1976       | Georganiseerd door de Ladies' Golf Union en gespeeld op verschillende golfbanen in Groot-Brittannië.                                                 |
| The Evian Championship     | 1994       | Sinds 2013 een "major" en vindt altijd plaats op de Evian Resort Golf Club in de Franse stad Évian-les-Bains.                                        |

## Geschiedenis
In 1950 werd de Ladies Professional Golf Association (LPGA) opgericht en sinds de oprichting erkende de LPGA acht majors. Voor 1950 waren er geen majors. Wel bestonden toen het Women's Western Open (sinds 1930) en het Titleholders Championship (sinds 1937), die later beide door de LPGA als majors werden erkend. Deze toernooien werden in 1967 respectievelijk 1972 voor het laatst georganiseerd. Het US Women's Open is thans de oudste major bij de vrouwen.
In 1955 richtte de LPGA met het LPGA Championship een eigen golftoernooi op, dat eveneens een major is. Van 1979 tot 2000 was het Canadese golftoernooi du Maurier Classic een major. In 2001 verving het Women's British Open dit toernooi als major in de LPGA Tour. Het Women's British Open was sinds 1976 de enige major in de Ladies European Tour (LET) totdat The Evian Championship in 2013 ook een major werd in de LPGA Tour en de LET.

### Overzicht majors
De acht majors worden in dit overzicht gesorteerd naar oprichtingsjaar.
| Naam                       | Oprichting | Major (jaren)          | LPGA | LET | Info                   |
| -------------------------- | ---------- | ---------------------- | ---- | --- | ---------------------- |
| Women's Western Open       | 1930       | 1930–1967              | Ja   | Nee | Laatste editie in 1967 |
| Titleholders Championship  | 1937       | 1937–42; 1946–66; 1972 | Ja   | Nee | Laatste editie in 1972 |
| US Women's Open            | 1946       | 1946-heden             | Ja   | Nee |                        |
| LPGA Championship          | 1955       | 1955-heden             | Ja   | Nee |                        |
| du Maurier Classic         | 1973       | 1979–2000              | Ja   | Nee |                        |
| Kraft Nabisco Championship | 1972       | 1983-heden             | Ja   | Nee |                        |
| Women's British Open       | 1976       | 2001-heden             | Ja   | Ja  |                        |
| The Evian Championship     | 1994       | 2013-heden             | Ja   | Ja  |                        |

## Winnaressen majors

### Eerste tijdperk (1930-1972)
| Jaar | Women's Western Open  | LPGA Championship     | US Women's Open       | Titleholders Championship |
| ---- | --------------------- | --------------------- | --------------------- | ------------------------- |
| 1930 | Lee Mida              | Nog niet opgericht    | Nog niet opgericht    | Nog niet opgericht        |
| 1931 | June Beebe (1/2)      | Nog niet opgericht    | Nog niet opgericht    | Nog niet opgericht        |
| 1932 | Jane Weiller          | Nog niet opgericht    | Nog niet opgericht    | Nog niet opgericht        |
| 1933 | June Beebe (2/2)      | Nog niet opgericht    | Nog niet opgericht    | Nog niet opgericht        |
| 1934 | Marian McDougall      | Nog niet opgericht    | Nog niet opgericht    | Nog niet opgericht        |
| 1935 | Opal Hill (1/2)       | Nog niet opgericht    | Nog niet opgericht    | Nog niet opgericht        |
| 1936 | Opal Hill (2/2)       | Nog niet opgericht    | Nog niet opgericht    | Nog niet opgericht        |
| 1937 | Helen Hicks (1/2)     | Nog niet opgericht    | Nog niet opgericht    | Patty Berg (1/15)         |
| 1938 | Bea Barrett           | Nog niet opgericht    | Nog niet opgericht    | Patty Berg (2/15)         |
| 1939 | Helen Dettweiler      | Nog niet opgericht    | Nog niet opgericht    | Patty Berg (3/15)         |
| 1940 | Babe Zaharias (1/10)  | Nog niet opgericht    | Nog niet opgericht    | Helen Hicks (2/2)         |
| 1941 | Patty Berg (4/15)     | Nog niet opgericht    | Nog niet opgericht    | Dorothy Kirby (1/2)       |
| 1942 | Betty Jameson (1/3)   | Nog niet opgericht    | Nog niet opgericht    | Dorothy Kirby (2/2)       |
| 1943 | Patty Berg (5/15)     | Nog niet opgericht    | Nog niet opgericht    | Tweede Wereldoorlog       |
| 1944 | Babe Zaharias (2/10)  | Nog niet opgericht    | Nog niet opgericht    | Tweede Wereldoorlog       |
| 1945 | Babe Zaharias (3/10)  | Nog niet opgericht    | Nog niet opgericht    | Tweede Wereldoorlog       |
| 1946 | Louise Suggs (1/11)   | Nog niet opgericht    | Patty Berg (6/15)     | Louise Suggs (2/11)       |
| 1947 | Louise Suggs (3/11)   | Nog niet opgericht    | Betty Jameson (2/3)   | Babe Zaharias (4/10)      |
| 1948 | Patty Berg (7/15)     | Nog niet opgericht    | Babe Zaharias (5/10)  | Patty Berg (8/15)         |
| 1949 | Louise Suggs (4/11)   | Nog niet opgericht    | Louise Suggs (5/11)   | Peggy Kirk                |
| 1950 | Babe Zaharias (6/10)  | Nog niet opgericht    | Babe Zaharias (7/10)  | Babe Zaharias (8/10)      |
| 1951 | Patty Berg (9/15)     | Nog niet opgericht    | Betsy Rawls (1/8)     | Pat O'Sullivan            |
| 1952 | Betsy Rawls (2/8)     | Nog niet opgericht    | Louise Suggs (6/11)   | Babe Zaharias (9/10)      |
| 1953 | Louise Suggs (7/11)   | Nog niet opgericht    | Betsy Rawls (3/8)     | Patty Berg (10/15)        |
| 1954 | Betty Jameson (3/3)   | Nog niet opgericht    | Babe Zaharias (10/10) | Louise Suggs (8/11)       |
| 1955 | Patty Berg (11/15)    | Beverly Hanson (1/3)  | Fay Crocker (1/2)     | Patty Berg (12/15)        |
| 1956 | Beverly Hanson (2/3)  | Marlene Hagge         | Kathy Cornelius       | Louise Suggs (9/11)       |
| 1957 | Patty Berg (13/15)    | Louise Suggs (10/11)  | Betsy Rawls (4/8)     | Patty Berg (14/15)        |
| 1958 | Patty Berg (15/15)    | Mickey Wright (1/13)  | Mickey Wright (2/13)  | Beverly Hanson (3/3)      |
| 1959 | Betsy Rawls (5/8)     | Betsy Rawls (6/8)     | Mickey Wright (3/13)  | Louise Suggs (11/11)      |
| 1960 | Joyce Ziske           | Mickey Wright (4/13)  | Betsy Rawls (7/8)     | Fay Crocker (2/2)         |
| 1961 | Mary Lena Faulk       | Mickey Wright (5/13)  | Mickey Wright (6/13)  | Mickey Wright (7/13)      |
| 1962 | Mickey Wright (8/13)  | Judy Kimball          | Murle Lindstrom       | Mickey Wright (9/13)      |
| 1963 | Mickey Wright (10/13) | Mickey Wright (11/13) | Mary Mills (1/3)      | Marilynn Smith (1/2)      |
| 1964 | Carol Mann (1/2)      | Mary Mills (2/3)      | Mickey Wright (12/13) | Marilynn Smith (2/2)      |
| 1965 | Susie Maxwell (1/4)   | Sandra Haynie (1/4)   | Carol Mann (2/2)      | Kathy Whitworth (1/6)     |
| 1966 | Mickey Wright (13/13) | Gloria Ehret          | Sandra Spuzich        | Kathy Whitworth (2/6)     |
| 1967 | Kathy Whitworth (3/6) | Kathy Whitworth (4/6) | Catherine Lacoste     | Geen toernooi             |
| 1968 | Gestopt               | Sandra Post           | Susie Berning (2/4)   | Geen toernooi             |
| 1969 | Gestopt               | Betsy Rawls (8/8)     | Donna Caponi (1/4)    | Geen toernooi             |
| 1970 | Gestopt               | Shirley Englehorn     | Donna Caponi (2/4)    | Geen toernooi             |
| 1971 | Gestopt               | Kathy Whitworth (5/6) | JoAnne Carner (1/2)   | Geen toernooi             |
| 1972 | Gestopt               | Kathy Ahern           | Susie Berning (3/4)   | Sandra Palmer (1/2)       |

### Tweede tijdperk (1973-2000)
| Jaar | Kraft Nabisco Championship | LPGA Championship     | US Women's Open         | du Maurier Classic        |
| ---- | -------------------------- | --------------------- | ----------------------- | ------------------------- |
| 1973 | Niet erkend als een major  | Mary Mills (3/3)      | Susie Berning (4/4)     | Niet erkend als een major |
| 1974 | Niet erkend als een major  | Sandra Haynie (2/4)   | Sandra Haynie (3/4)     | Niet erkend als een major |
| 1975 | Niet erkend als een major  | Kathy Whitworth (6/6) | Sandra Palmer (2/2)     | Niet erkend als een major |
| 1976 | Niet erkend als een major  | Betty Burfeindt       | JoAnne Carner (2/2)     | Niet erkend als een major |
| 1977 | Niet erkend als een major  | Chako Higuchi         | Hollis Stacy (1/4)      | Niet erkend als een major |
| 1978 | Niet erkend als een major  | Nancy Lopez (1/3)     | Hollis Stacy (2/4)      | Niet erkend als een major |
| 1979 | Niet erkend als een major  | Donna Caponi (3/4)    | Jerilyn Britz           | Amy Alcott (1/5)          |
| 1980 | Niet erkend als een major  | Sally Little (1/2)    | Amy Alcott (2/5)        | Pat Bradley (1/6)         |
| 1981 | Niet erkend als een major  | Donna Caponi (4/4)    | Pat Bradley (2/6)       | Jan Stephenson (1/3)      |
| 1982 | Niet erkend als een major  | Jan Stephenson (2/3)  | Janet Anderson          | Sandra Haynie (4/4)       |
| 1983 | Amy Alcott (3/5)           | Patty Sheehan (1/6)   | Jan Stephenson (3/3)    | Hollis Stacy (3/4)        |
| 1984 | Juli Inkster (1/7)         | Patty Sheehan (2/6)   | Hollis Stacy (4/4)      | Juli Inkster (2/7)        |
| 1985 | Alice Miller               | Nancy Lopez (2/3)     | Kathy Baker             | Pat Bradley (3/6)         |
| 1986 | Pat Bradley (4/6)          | Pat Bradley (5/6)     | Jane Geddes (1/2)       | Pat Bradley (6/6)         |
| 1987 | Betsy King (1/6)           | Jane Geddes (2/2)     | Laura Davies (1/4)      | Jody Rosenthal            |
| 1988 | Amy Alcott (4/5)           | Sherri Turner         | Liselotte Neumann       | Sally Little (2/2)        |
| 1989 | Juli Inkster (3/7)         | Nancy Lopez (3/3)     | Betsy King (2/6)        | Tammie Green              |
| 1990 | Betsy King (3/6)           | Beth Daniel           | Betsy King (4/6)        | Cathy Johnston            |
| 1991 | Amy Alcott (5/5)           | Meg Mallon (1/4)      | Meg Mallon (2/4)        | Nancy Scranton            |
| 1992 | Dottie Mochrie (1/2)       | Betsy King (5/6)      | Patty Sheehan (3/6)     | Sherri Steinhauer (1/2)   |
| 1993 | Helen Alfredsson           | Patty Sheehan (4/6)   | Lauri Merten            | Brandie Burton (1/2)      |
| 1994 | Donna Andrews              | Laura Davies (2/4)    | Patty Sheehan (5/6)     | Martha Nause              |
| 1995 | Nanci Bowen                | Kelly Robbins         | Annika Sörenstam (1/10) | Jenny Lidback             |
| 1996 | Patty Sheehan (6/6)        | Laura Davies (3/4)    | Annika Sörenstam (2/10) | Laura Davies (4/4)        |
| 1997 | Betsy King (6/6)           | Christa Johnson       | Alison Nicholas         | Colleen Walker            |
| 1998 | Pat Hurst                  | Se Ri Pak (1/5)       | Se Ri Pak (2/5)         | Brandie Burton (2/2)      |
| 1999 | Dottie Pepper (2/2)        | Juli Inkster (4/7)    | Juli Inkster (5/7)      | Karrie Webb (1/7)         |
| 2000 | Karrie Webb (2/7)          | Juli Inkster (6/7)    | Karrie Webb (3/7)       | Meg Mallon (3/4)          |

### Derde tijdperk (2001-2012)
| Jaar | Kraft Nabisco Championship | LPGA Championship       | US Women's Open          | Women's British Open    |
| ---- | -------------------------- | ----------------------- | ------------------------ | ----------------------- |
| 2001 | Annika Sörenstam (3/10)    | Karrie Webb (4/7)       | Karrie Webb (5/7)        | Se Ri Pak (3/5)         |
| 2002 | Annika Sörenstam (4/10)    | Se Ri Pak (4/5)         | Juli Inkster (7/7)       | Karrie Webb (6/7)       |
| 2003 | Patricia Meunier-Lebouc    | Annika Sörenstam (5/10) | Hilary Lunke             | Annika Sörenstam (6/10) |
| 2004 | Grace Park                 | Annika Sörenstam (7/10) | Meg Mallon (4/4)         | Karen Stupples          |
| 2005 | Annika Sörenstam (8/10)    | Annika Sörenstam (9/10) | Birdie Kim               | Jeong Jang              |
| 2006 | Karrie Webb (7/7)          | Se Ri Pak (5/5)         | Annika Sörenstam (10/10) | Sherri Steinhauer (2/2) |
| 2007 | Morgan Pressel             | Suzann Pettersen (1/2)  | Cristie Kerr (1/2)       | Lorena Ochoa (1/2)      |
| 2008 | Lorena Ochoa (2/2)         | Yani Tseng (1/5)        | Inbee Park (1/5)         | Jiyai Shin (1/2)        |
| 2009 | Brittany Lincicome         | Anna Nordqvist          | Ji Eun-hee               | Catriona Matthew        |
| 2010 | Yani Tseng (2/5)           | Cristie Kerr (2/2)      | Paula Creamer            | Yani Tseng (3/5)        |
| 2011 | Stacy Lewis (1/2)          | Yani Tseng (4/5)        | So Yeon Ryu              | Yani Tseng (5/5)        |
| 2012 | Sun-Young Yoo              | Shanshan Feng           | Na Yeon Choi             | Jiyai Shin (2/2)        |

### Vierde tijdperk (2013-heden)
| Jaar | Kraft Nabisco Championship | US Women's Open  | Women's British Open | LPGA Championship | The Evian Championship |
| ---- | -------------------------- | ---------------- | -------------------- | ----------------- | ---------------------- |
| 2013 | Inbee Park (2/5)           | Inbee Park (4/5) | Stacy Lewis (2/2)    | Inbee Park (3/5)  | Suzann Pettersen (2/2) |
| 2014 | Lexi Thompson              | Michelle Wie     | Mo Martin            | Inbee Park (5/5)  | Kim Hyo-joo            |